# Stephan Schröck
Pour les articles homonymes, voir Schrock.
Stephan Schröck est un footballeur philippin d'origine allemande, né le 21 août 1986 à Schweinfurt. Il évolue au poste d'arrière droit et est, à ce jour, le seul philippin à avoir inscrit un but dans une compétition internationale (chose qu'il fit contre le Kirghizistan à l'occasion de la Coupe d'Asie des nations 2019).

## Palmarès
- SpVgg Greuther Fürth
  - Champion de 2.Bundesliga en 2012.

## Statistiques
| Saison    | Club                 | Pays         | Championnat        | Coupes nationales | Coupes d'Europe       | Philippines      |
| --------- | -------------------- | ------------ | ------------------ | ----------------- | --------------------- | ---------------- |
| 2004-2005 | SpVgg Greuther Fürth | 2.Bundesliga | 12 matchs / 1 but  | -                 | -                     | -                |
| 2005-2006 | SpVgg Greuther Fürth | 2.Bundesliga | 16 matchs          | 1 match           | -                     | -                |
| 2006-2007 | SpVgg Greuther Fürth | 2.Bundesliga | 26 matchs          | 3 matchs          | -                     | -                |
| 2007-2008 | SpVgg Greuther Fürth | 2.Bundesliga | 25 matchs          | 1 match           | -                     | -                |
| 2008-2009 | SpVgg Greuther Fürth | 2.Bundesliga | 28 matchs / 1 but  | 1 match           | -                     | -                |
| 2009-2010 | SpVgg Greuther Fürth | 2.Bundesliga | 29 matchs / 1 but  | 4 matchs          | -                     | -                |
| 2010-2011 | SpVgg Greuther Fürth | 2.Bundesliga | 18 matchs / 1 but  | 2 matchs          | -                     | -                |
| 2011-2012 | SpVgg Greuther Fürth | 2.Bundesliga | 29 matchs / 3 buts | 3 matchs          | -                     | 3 matchs / 1 but |
| 2012-2013 | TSG 1899 Hoffenheim  | Bundesliga   | 10 matchs          | -                 | -                     | 3 matchs / 1 but |
| 2013-2014 | Eintracht Francfort  | Bundesliga   | 12 matchs / 3 buts | 2 matchs          | 3 matchs / 1 but (C3) | -                |
| 2014-2015 | SpVgg Greuther Fürth | 2.Bundesliga | 1 match / -        | -                 | -                     | -                |

Dernière mise à jour le 3 août 2014